# Fuji T-5
Fuji T-5 — японский дозвуковой учебно-тренировочный самолёт, разработанный компанией «Fuji» для Сил самообороны Японии.

## Операторы
- Япония - 40

## Тактико-технические характеристики
Технические характеристики
- Экипаж: 2 человека
- Длина: 8,4 м
- Размах крыла: 10 м
- Высота: 2,9 м
- Площадь крыла: 16,5 м²
- Масса пустого: 1082 кг
- Максимальная взлётная масса: 1805 кг

Лётные характеристики
- Максимально допустимая скорость: 413 км/ч
- Максимальная скорость: 357 км/ч
- Крейсерская скорость: 287 км/ч
- Практическая дальность: 945 км
- Практический потолок: 7 620 м
- Скороподъёмность: 8,6 м/с